# Захарьин, Иван Яковлевич
Иван Яковлевич Захарьин (ок. 1788 — 1857) — русский вице-адмирал.

## Биография
В 1805 году произведён в гардемарины, в том же году на фрегате «Автроил» перешёл из Кронштадта в Корфу, участвовал в сражениях с турецким флотом при Дарданеллах и Афонской горе, за что награждён был знаком отличия военного ордена, а в 1808—1809 годах в чине мичмана находился в кампании на триестском рейде. В 1810 году возвратился берегом из Триеста в Санкт-Петербург, где в 1812 году был произведён в чин лейтенанта.
В 1815—1817 годах в должности старшего офицера принимал участие в кругосветной экспедиции на бриге «Рюрик» под командованием лейтенанта О. Е. Коцебу. По болезни был оставлен в Петропавловске-Камчатком, где командовал бригом «Дионисий». В 1820 году был произведён в чин капитан-лейтенанта и в том же году за доставку из Нижне-Камчатска в Верхне-Камчатск провианта награждён орденом Св. Владимира IV степени. По возвращении в Кронштадт, в 1823 году находился при описи северных берегов Финского залива.
В 1825—1828 годах командовал флотилией военных поселений в Старой Руссе и 6 декабря 1827 году был произведён в чин капитана второго ранга. 25 июня  1831 года произведён в капитаны 1-го ранга и в составе Балтийского флота командовал фрегатом «Екатерина», а в 1834—1836 годах кораблями «Гангут», «Кронштадт» и «Эмгейтен»; 3 декабря 1834 года награждён орденом Св. Георгия IV степени.
6 декабря 1837 года произведён был в чин контр-адмирала с назначением командиром 1-й бригады 4-й флотской дивизии. В 1840 году командовал десантными войсками для занятия крепостей Туапсе и Псезуапе. 6 декабря 1843 года награжден орденом Св. Станислава I степени.  В 1847 году назначен был командиром Дунайских портов и флотилии; 6 декабря 1849 года был произведён в чин вице-адмирала с назначением членом общего присутствия черноморского интендантства.
22 июля 1853 года уволен в отставку.
Умер 2 (14) сентября 1857 года. Похоронен на Свято-Троицком кладбище в Ораниенбауме (ныне Ломоносов).
Имя Захарьина носит морской тральщик Черноморского флота ВМФ России.